# Ґарчин-Дужи
Ґарчин-Дужи (пол. Garczyn Duży) — село в Польщі, у гміні Калушин Мінського повіту Мазовецького воєводства.
Населення — 78 осіб (2011).
У 1975-1998 роках село належало до Седлецького воєводства.

## Демографія
Демографічна структура станом на 31 березня 2011 року:
|          | Загалом | Допрацездатний вік | Працездатний вік | Постпрацездатний вік |
| -------- | ------- | ------------------ | ---------------- | -------------------- |
| Чоловіки | 46      | 10                 | 27               | 9                    |
| Жінки    | 32      | 5                  | 15               | 12                   |
| Разом    | 78      | 15                 | 42               | 21                   |